# Pálenica
Pálenica je přírodní rezervace v oblasti TANAP.
Nachází se v katastrálním území města Vysoké Tatry a obce Lendak v okresech Poprad a Kežmarok v Prešovském kraji. Území bylo vyhlášeno či novelizováno v roce 1991 na rozloze 291,2000 ha. Ochranné pásmo nebylo stanoveno.